# ゲイル・リバース
ゲイル・リバース(Gayle Rivers＝仮名) はニュージーランド生まれの傭兵、工作員、経営者、作家。
本名をRaymond Brooksと報じたメディアもある。

## 概要
ニュージーランドSAS隊員としてベトナム戦争に従軍し、その後イギリス第21SAS連隊（予備役）に入隊する。
ベトナム戦争では南ベトナムのほか、ラオスと中国への越境作戦に従事したとされる。
航空輸送会社の経営、および特殊用途用の武器販売を手がける。一方で傭兵として、各国諜報機関の依頼で数々の対テロリスト工作に関わる。
著書の日本語訳は主に作家の落合信彦氏が担当。
ベトナム戦争に従軍後の1970年代前半、香港を経由して、南アフリカ共和国に移住。
そこで航空機の操縦ライセンスを取得し、南アフリカ共和国空軍（SAAF）の予備役大尉として勤務しつつ、
同時に航空輸送会社や特殊用途の武器販売等を手掛け、
北アフリカのスペイン領サハラに駐留するスペイン軍への物資輸送や、フランス政府によるエジプトへのミラージュ戦闘機の販売と輸送に関与する。
1975年に活動拠点をスイスに移し、同時にイギリス第21SAS連隊（予備役）での活動を開始。
航空輸送会社経営のかたわら、傭兵として、西側諸国の警察や情報機関、軍情報機関、親西側の中東諸国への協力を開始。
紛争中の北アイルランドや、フランス、スペイン、ギリシャ、中東のレバノン内戦、イラン、イラク、メキシコ、
アフリカのアンゴラやナイジェリア、モザンビークなどで活動。
1985年以降は対テロリスト工作のかたわら、複数の著作を通じてテロ対策の啓蒙活動を行う。落合氏が取材した1985年の段階でスイスのジュネーブのほか、ロンドン、アメリカのコロラド州にも住居をもつ。
契約ごとに仕事をするコントラクト・エージェント（Contract Agent）として、英国のMI6や、スペイン内務省、西ドイツのブンデスクリミナル、米国CIAや、ルイジアナ州警察などと仕事をした。

## 著書
- 『ザ・スペシャリスト ある秘密工作員の告白』（落合信彦訳、光文社、1985、ISBN 4-334-96016-2）
- 『ザ・プロフェッショナル 対テロ工作員(カウンター・テロリスト)の警告』

（落合信彦訳、光文社、1988、ISBN 4-334-76074-0）
- 『戦士たちの名誉』

（落合信彦訳、光文社、1989、ISBN 4-334-96044-8）
- 『ファイブ・フィンガーズ 皆殺しの7人 特別狙撃チーム出動せよ』

(河合洋一郎訳、原書房、1990、ISBN 4562021055（上巻)、 ISBN 4562021063(下巻))
未訳
- "Teheran Contract"（1981、ISBN 0-553-22743-2）
- "Hunter's Run"（1989、ISBN 1-55773-313-9）

## インタビュー
落合信彦著「挑戦者たち」に落合信彦から受けたインタビューが掲載されている。